# Jobie Hughes
 (mars 2016).
Pour les articles homonymes, voir Hughes.
Œuvres principales
- Série Lorien Legacies

Jobie Hughes, né le 9 juillet 1980 à Renton dans l'État de Washington, est un écrivain américain. Il a coécrit avec James Frey sous le pseudonyme de Pittacus Lore la série de romans classée dans la catégorie jeunesse intitulée Lorien Legacies.

## Biographie
Jobie Hughes a grandi à partir de l'âge de trois ans dans l'Ohio. Il est titulaire d'un MFA (Master of Fine Arts) en création littéraire de la Columbia University School of the Arts. Ne sachant pas vers quoi se tourner pour sa vie professionnelle, il commence à écrire à l'âge de 24 ans et s'inscrit à 27 ans pour son diplôme qu'il obtient en mai 2009. Il se spécialise dans la série de fiction et sort son premier roman qui sera vendu un mois après l'obtention de son Master.

## Œuvres

### UniversLorien Legacies

#### SérieLorien Legacies
Cette série, coécrite avec James Frey, est publiée sous le pseudonyme de Pittacus Lore.
1. Numéro Quatre, J'ai lu, 2011 ((en) I Am Number Four, 2010)
2. Le Pouvoir des Six, J'ai lu, 2012 ((en) The Power of Six, 2011)
3. La Révolte des Neuf, J'ai lu, 2013 ((en) The Rise Of Nine, 2012)
4. L'Empreinte de Cinq, J'ai lu, 2014 ((en) The Fall of Five, 2013)
5. La Revanche de Sept, J'ai lu, 2015 ((en) The Revenge of Seven, 2014)
6. Le Destin de Dix, J'ai lu, 2016 ((en) The Fate of Ten, 2015)
7. Tous pour Un, J'ai lu, 2017 ((en) United As One, 2016)

##### SérieAux origines de la série Numéro Quatre
Cette série, coécrite avec James Frey, est publiée sous le pseudonyme de Pittacus Lore. Chaque volume regroupe trois romans courts.
1. Les Héritages, J'ai lu, 2018 ((en) The Legacies, 2012)
2. (en) Secret Histories, 2013
3. (en) Hidden Enemy, 2014
4. (en) Rebel Allies, 2015
5. (en) Zero Hour, 2016

#### SérieGeneration One
Cette série, coécrite avec James Frey, est publiée sous le pseudonyme de Pittacus Lore.
1. Generation One, J'ai lu, 2019 ((en) Generation One, 2017)
2. Les Six Fugitifs, J'ai lu, 2020 ((en) Fugitive Six, 2018)
3. Retour à zéro, J'ai lu, 2021 ((en) Return to Zero, 2019)

#### SérieThe Legacy Chronicles
Cette série, coécrite avec James Frey, est publiée sous le pseudonyme de Pittacus Lore.
1. (en) Trial by Fire, 2018
2. (en) Out of the Shadows, 2019

### Romans indépendants
- (en) Ashfall Legacy, 2021Sous le nom de Pittacus Lore.